# Isabel Oliva
Isabel Oliva Prat (Gerona, 1924) es una poetisa española en lengua catalana. Cursó estudios de Magisterio y de música, ocupándose profesionalmente en la docencia hasta su jubilación en 1990. No vio publicado su primer libro hasta la edad de 74 años, pero desde aquel momento su obra fue bien acogida por la crítica y merecedora de numerosos galardones. Buena conocedora del idioma catalán y de sus recursos líricos, cultiva una poesía profundamente arraigada a la experiencia vital personal y colectiva, donde predomina la preocupación por la memoria, el paisaje, la soledad y el arte como rasgo fundamental de la expresión humana. 
Obra publicada
·      Terra de fang (2000)
·      Jardí retrobat (2002)
·      Fil de vidre (2003)
·      Rellotge de sorra - Haikús (2004)
·      Quadern de botànica (2004)
·      L'instant de l'àngel (2004)

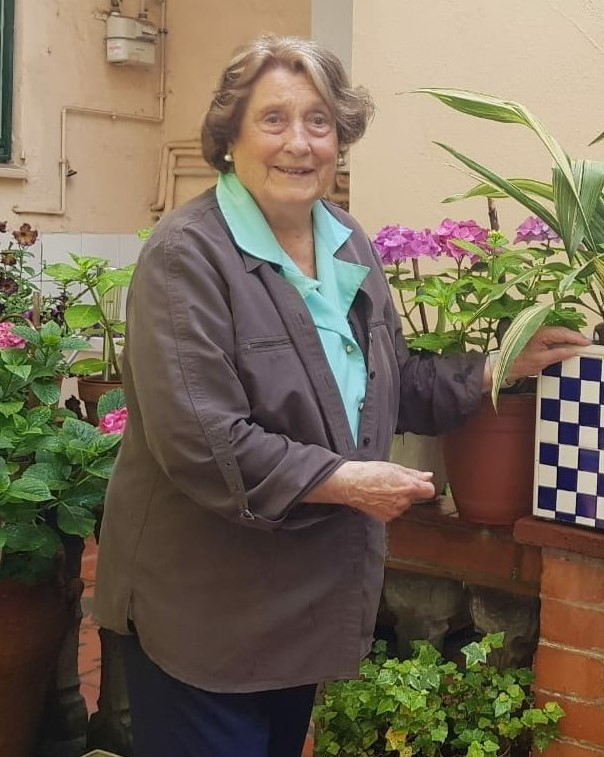
Isabel Oliva

·      Contrallum amb orquídia (2005)
·      Col·leccionista de tardes (2007)
·      L'estoig del violí (2008)
·      Ària per a una sola corda (2011)
·      L'obrador del vitraller (2011)
·      La capsa carmesí (2012)
·      Les guardes del ventall (2012)
·      L'últim revolt de la paraula (2013)
·      Crepuscles sobre el Moldava (2015)
·      Passeig d'hivern (2016)
·      Temps d'Aram (2018)
·      Llum a les golfes [pág. 85 y 86] - colaboración en antología haikús de Sam Abrams. (2019)
·      La persistència de la memòria (2020)